# Saksun
Saksun este un sat în Insulele Feroe.